# Megalomina bridwelli
Megalomina bridwelli is een insect uit de familie van de bruine gaasvliegen (Hemerobiidae), die tot de orde netvleugeligen (Neuroptera) behoort. 
Megalomina bridwelli is voor het eerst wetenschappelijk beschreven door Tillyard in 1916.